# 아트 메트라노
아트 메트라노(Art Metrano, 1936년 9월 22일 ~ )는 미국의 배우, 희극인이다.

## 출연 작품
- 굿 어드바이스 (2001년)
- 머더 인 마인드 (1997년)
- 토이즈 (1992년)
- 폴리스 아카데미 3 - 재훈련 (1986년)
- 말리부 특급 (1985년)
- 폴리스 아카데미 2 - 첫임무 (1985년)
- 끝없는 사랑 (1984년)
- 브레드레스 (1983년)
- 유인원으로 (1981년)
- 세계사 (1981년)
- 마틸다 (1978년)
- 썬더버드 작전 (1977년)
- 린다 러브레이스를 대통령으로 (1975년)
- 세계에서 가장 힘센 남자 (1975년)
- The All-American Boy (1973)
- 지옥의 신디 케이트 (1973년)
- 의혹의 그림자 (1972년)
- 갈등의 부부 (1972년)

### 텔레비전
- 아내는 요술쟁이 (1968-70)
- 매닉스 (1969)
- 아이언사이드 (1969-74)
- The David Frost Show (1971)
- 샌프란시스코 수사반 (1977)
- 꿈꾸는 낙원 (1982-83)
- L.A. 로 (1991-93)